# Villiers-Champigny-Bry (métro de Paris)
Ne doit pas être confondu avec Gare de Villiers - Champigny - Bry.
Villiers-Champigny-Bry est une future station de la ligne 15 du métro de Paris, qui fait partie du Grand Paris Express. Elle se situera à proximité du chemin des Boutareines, dans une zone peu urbanisée,.

## Station de la ligne 15 du Grand Paris Express

### Construction

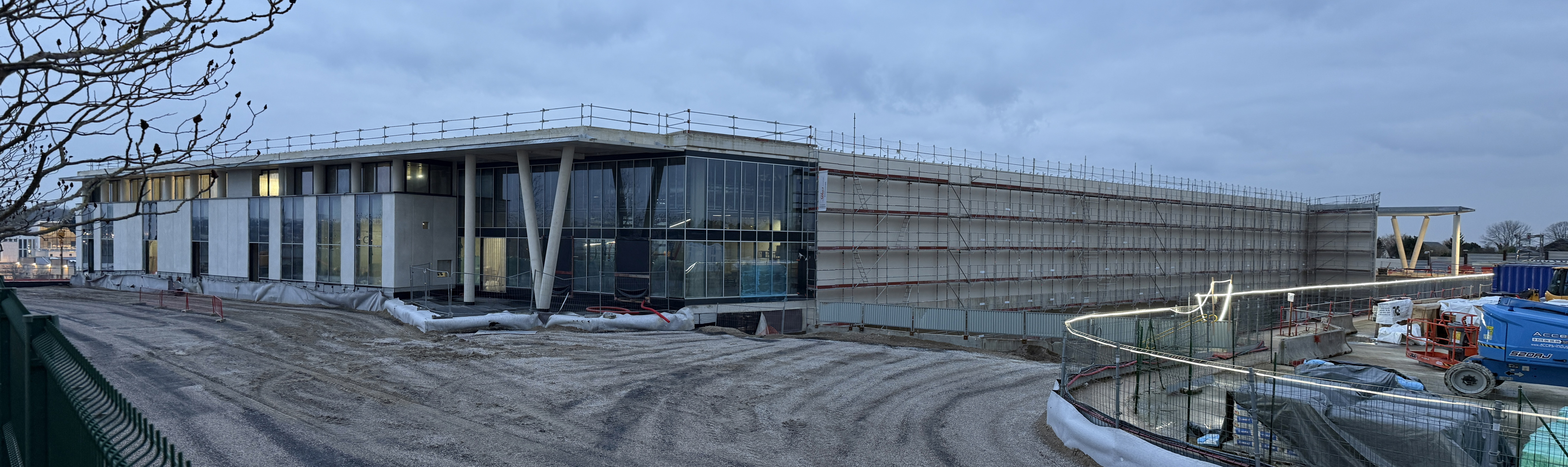
Le bâtiment voyageurs en chantier en février 2025.

La station se situera à Villiers-sur-Marne, au nord du chemin des Boutareines, près du pont par lequel le futur bus en site propre Altival franchira les voies du RER E,, et de la ligne P. Les quais de la station du Grand Paris Express seront à une profondeur de −21 m.
Sa conception est confiée à l'agence d'architectes Richez Associés en 2013. La station se présentera comme une cimaise géante évoquant l’histoire de l’image, fixe et animée, si présente dans l’histoire de Bry-sur-Marne.
Le vidéaste corse Ange Leccia créera une installation artistique dans la station en coordination avec Thomas Richez. Il s'agira de projections de couchers de soleil sur un écran géant de 40 m de long et 5,5 m de large fait de dalles LED.
La station comportera également sur ses quais une fresque de Ben Katchor.
Le génie civil de la station est confié à un groupement d’entreprises constitué d'Eiffage Génie civil SAS, en qualité de mandataire, et de Razel-Bec SAS.
Cette section de la ligne 15 a été déclarée d'utilité publique le 24 décembre 2014. Les travaux de déviations de réseaux ont commencé en 2016 et le génie civil a été lancé en 2017. Les parois moulées ont été achevées fin 2018. La mise en service est prévue à l'horizon 2026 .
La réalisation des parois moulées s'est terminée en décembre 2018.
Le tunnelier Malala en provenance du puits Ru de Nesles à Noisy-le-Grand atteint la station en novembre 2020 après un parcours de 4,9 km.
En juillet 2025, la station est la première de la ligne à être terminée.
La station est initialement dénommée par son nom de projet Bry-Villiers-Champigny. Le nom officiel de la station pourrait être défini à travers une consultation publique qui a lieu du 28 novembre au 12 décembre 2022 parmi trois propositions : Marne Europe, Bry – Champigny – Villiers, Villiers – Marne Europe.

### Site de maintenance et de remisage
À proximité de la station, le site de maintenance et de remisage (SMR) de Champigny-sur-Marne accueillera 60 % des trains de la ligne 15 où ils seront entretenus et réparés.

### Correspondances
La station sera en correspondances avec la ligne E du RER et avec la ligne P du Transilien. Une troisième voie doit être construite pour permettre la correspondance avec ces lignes.
Près de la station, sera implantée une gare routière où passeront les bus dont le futur bus en site propre dénommé Altival.

## Gare du RER E
La nouvelle gare du RER E sera ouverte à l'horizon 2030,, entre les gares des Boullereaux-Champigny et de Villiers-sur-Marne - Le Plessis-Trévise, pour assurer la correspondance avec la station de la ligne 15 du Grand Paris Express, station située sur la branche sud afin de ne pas inviter les usagers de la ligne P à venir surcharger la ligne A au niveau de Val de Fontenay.
Implantée au sud de Bry-sur-Marne et de l'autoroute A4, sur le territoire de la commune de Villiers-sur-Marne, la gare desservira notamment le centre équestre, la zone d'activité des Maisons Rouges, la ZAC des Armoiries et celle des Boutareines. Les utilisateurs bénéficieront de nombreux commerces et services. Les études sur les infrastructures ont commencé en 2012.
Ces premières études réalisées par Réseau ferré de France (RFF) en lien avec la Société du Grand Paris (SGP) ont montré que l'arrêt supplémentaire de tous les trains de la ligne, ainsi que le cas échéant de missions de la ligne P en gare impliquerait une mise à quatre voies entre Bry - Villiers - Champigny et Villiers-sur-Marne, pour un coût estimé à 200 millions d'euros aux conditions économiques de 2010, coût de construction du bâtiment voyageurs exclu. Les besoins en matériel roulant n'avaient alors pas encore été évalués.
Le Syndicat des transports d'Île-de-France (STIF) a demandé que les études prévoient les conditions d'un arrêt des deux missions de la ligne P (missions Coulommiers et Provins). Une troisième voie devrait être construite entre la future gare de Bry - Villiers - Champigny et la gare de Villiers-sur-Marne - Le Plessis-Trévise.
Les présidents des conseils départementaux du Val-de-Marne et de Seine-et-Marne, ainsi que les maires de Bry, Villiers-sur-Marne et Champigny, insistent encore début 2016 sur la nécessité de lancer les études pour la réalisation de l'interconnexion entre le RER E et la future ligne 15 sud. Lors de l'inauguration officielle de la gare Rosa-Parks, le Premier ministre annonce un financement complémentaire de 500 millions d'euros via la Société du Grand Paris pour les divers travaux à venir du RER E incluant le prolongement à l'ouest et la correspondance à Bry - Villiers - Champigny.
La gare a fait l'objet d'une concertation du 6 juin au 6 juillet 2016, et son coût est alors réévalué à 348 M€. L'enquête publique s'est déroulée du 4 juin au 6 juillet 2018. La construction de la gare est déclarée d'utilité publique le 18 décembre 2018. Les travaux débuteront en 2021.
Le projet de la gare RER comportera :
- un bâtiment voyageurs surplombant les voies ferrées et ouvert sur la RD 10 ;
- un passage souterrain sous les voies ferrées pour assurer la correspondance avec la ligne 15 ;
- des quais, parallèles aux voies ferrées ;
- des accès aux quais depuis le souterrain et le bâtiment voyageurs ;
- une troisième voie ferrée en complément des deux voies de circulation existantes ;
- un tiroir de retournement des trains en arrière-gare de Villiers-sur-Marne.

## Impact immobilier
Situées aujourd'hui dans une zone encore peu urbanisée, la station du Grand Paris Express et la gare du RER E devraient, pour certains professionnels de l'immobilier, valoriser l'offre dans ce domaine.